# Karatgurk

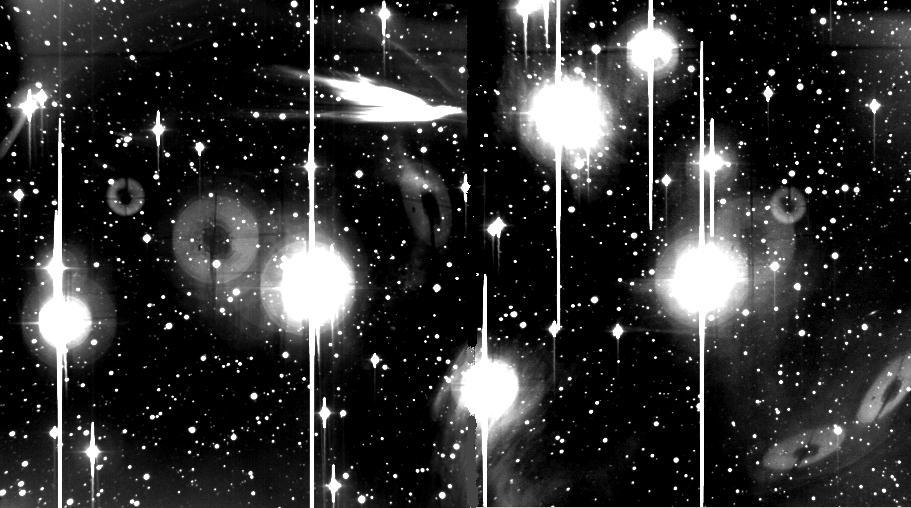
Esta es una astrofotografía de la constelación de las Pléyades que fue tomada en el observatorio astronómico de Andrushivs'ka (A50, Ucrania) con una cámara digital PL 16803 (FLI, EE. UU.) del telescopio Zeiss-600 Cassegrain (el diámetro del espejo principal es de 60 cm). 'El pájaro interestelar y los ojos' son puntos en la cámara. Esta fotografía demuestra cómo las imágenes falsas en la astrofotografía pueden distorsionar la comprensión del Universo.

En la mitología de los aborígenes australianos del estado de Victoria, al sureste de Australia, las Karatgurk eran siete hermanas que representaban la constelación conocida en la astronomía occidental como las Pléyades.
Según una leyenda contada por el pueblo Wurundjeri de la nación Kulin, en el Tiempo del Sueño sólo las Karatgurk poseían el secreto del fuego. Cada una llevaba un carbón vivo en el extremo de su palo de cavar, lo que les permitía cocinar los murnongs  que excavaban en la tierra. Las hermanas se negaron a compartir sus brasas con nadie, pero finalmente fueron engañadas por Crow para que revelaran su secreto. Después de enterrar varias serpientes en un hormiguero, Crow llamó a las mujeres Karatgurk y les dijo que había descubierto larvas de hormiga más sabrosas que los boniatos. Las mujeres empezaron a cavar, lo que enfureció a las serpientes, que atacaron. Chillando, las hermanas golpearon a las serpientes con sus palos de cavar, golpeándolas con tanta fuerza que las brasas salieron volando. Crow, que había estado esperando, recogió las brasas y las escondió en una bolsa de piel de canguro. Las mujeres pronto descubrieron el robo y lo persiguieron, pero el pájaro simplemente voló fuera de su alcance, y así se trajo el fuego a la humanidad.
Después, las hermanas Karatgurk fueron arrastradas hacia el cielo. Sus brillantes varas de fuego se convirtieron en el cúmulo estelar de las Pléyades.